# Agrius saturata
Agrius saturata är en fjärilsart som beskrevs av Jordan. Agrius saturata ingår i släktet Agrius och familjen svärmare. Inga underarter finns listade i Catalogue of Life.